# Family of the Year

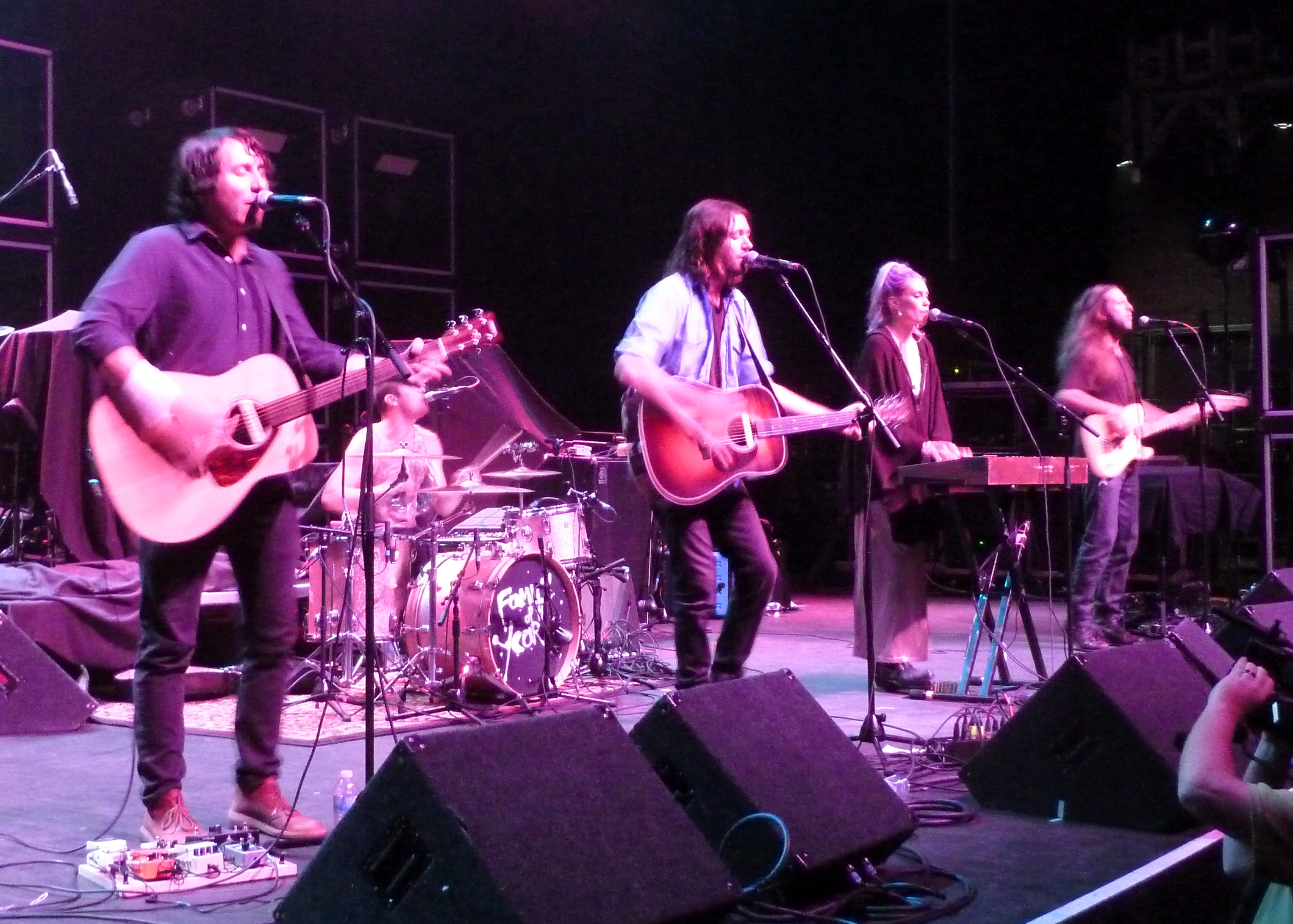
Family of the Year in 2013

Family of the Year is een Amerikaanse indie rockband uit Los Angeles.
De band bestaat sinds 2009 en brak in 2012 door met de single Hero die in verschillende landen in de hitlijsten kwam.

## Discografie

### Albums
- Songbook (2009)
- Loma Vista (2012)
- Family of the Year (2015)
- Goodbye Sunshine Hello Nighttime (2018)

### NPO Radio 2 Top 2000
| Nummer met noteringen in de NPO Radio 2 Top 2000 | '15 | '16  | '17  |
| ------------------------------------------------ | --- | ---- | ---- |
| Hero                                             | 948 | 1454 | 1648 |

1. ↑  Een vetgedrukt getal geeft de hoogste notering aan.
2. ↑  2015 was het eerste jaar met een notering voor dit nummer.
3. ↑  Deze tabel is bijgewerkt tot en met de laatste editie (2024).